# Astragalus terrae-rubrae
Astragalus terrae-rubrae là một loài thực vật có hoa trong họ Đậu. Loài này được Butkov miêu tả khoa học đầu tiên.